# Mario de Sárraga
Mario de Sárraga Orviz (Oviedo, 22 agosto 1980) è un ciclista su strada spagnolo, professionista dal 2005 al 2007.

## Carriera
Dopo tre stagioni tra i Dilettanti in Italia con la Calzaturieri Montegranaro-Marini Silvano, dove tra altre vittorie si porta a casa la classifica finale GPM al Girobio, passa professionista nel 2005 con la Naturino-Sapore di Mare. Non ottien alcun successo nel mondo pro; fra i suoi migliori risultati vanno menzionati gli ottavi posti nel 2005 alla Stausee Rundfahrt in Svizzera e al Tour du Poitou-Charentes in Francia.
Nel 2006 passa alla Relax-GAM. In quella stagione partecipa alla sua prima grande corsa a tappe, la Vuelta a España, mettendosi in luce nel corso della seconda tappa con una fuga di oltre centoquaranta chilometri, cosa che gli permise di indossare per qualche giorno le maglie della classifica combinata e della classifica scalatori. Al suo attivo ha anche un secondo posto nella quarta tappa della Vuelta a Asturias 2006.

## Palmarès
- 2003 (dilettanti)

Gran Premio Cuéllar - Clásica de la Chuleta
Memorial Cirilo Zunzarren
GP Virgen del Cristo- Palencia
- 2004 (dilettanti)

Coppa Sportivi Malvesi
Trofeo Edilizia Mogetta

## Piazzamenti

### Grandi Giri
- Vuelta a España

2006: 102º